# 5-甲基胞嘧啶
5-甲基胞嘧啶（5-methylcytosine）為胞嘧啶受到甲基化之後，附加一個甲基於5號碳上的的型態，結構改變，但與互補鹼基的配對性質不變。
5-甲基胞嘧啶是一種表观遺傳修飾，參與的酵素稱為DNA甲基轉移酶（DNA methyltransferase）。對於細菌而言，5-甲基胞嘧啶可見於各式不同的位置，可用來作為一種標記，保護DNA不受自身的甲基化敏感（methylation-sensitive）限制酶破壞。在植物體內，5-甲基胞嘧啶出現於CpG與CpNpG序列裡。而對真菌及動物來說，則主要存在於CpG雙核苷酸（CpG dinucleotides）中。所有真核生物細胞中皆只有少量此類位置，脊椎動物的CpG胞嘧啶約有70%到80%受到甲基化。
胞嘧啶受到脫氨作用後，會轉變成尿嘧啶，不過此情形相會被DNA修復酵素辨識並移除，而5-甲基胞嘧啶在脫氨作用之後則會形成胸腺嘧啶。此種轉變會導致置換突變（transition mutation）的發生。
一般的胞嘧啶可在某些化學物質，如亞硝酸的作用下而發生脫氨作用，進而轉變成胸腺嘧啶。5-甲基胞嘧啶可以抵抗亞硫酸所可能造成的脫氨作用，因此可用亞硫酸定序法（bisulfite sequencing）來分析DNA胞嘧啶的甲基化情形。